# Alessandro di Fere
Alessandro di Fere, nipote e successore di Giasone (in greco antico: Ἀλέξανδρος?, Aléxandros; prima del 369 a.C. – 358 a.C.) è stato un tiranno di Fere, in Tessaglia, dal 369 a.C. fino alla sua morte.

## Biografia

### Presa del potere
Diodoro Siculo afferma che quando Giasone di Fere fu assassinato, nel 370 a.C., il fratello Polidoro governò per un anno, ma fu poi avvelenato da Alessandro, un altro dei fratelli. Tuttavia, secondo Senofonte, Polidoro fu assassinato dal fratello Polifrone, che venne, a sua volta, assassinato da Alessandro, figlio di Polidoro, nel 369 a.C. Plutarco dice che Alessandro adorava la lancia con cui uccise suo zio come se fosse una divinità.
Alessandro attuò una tirannide, e, secondo Diodoro prese esempio da Polifrone. Gli Stati della Tessaglia, che in precedenza avevano riconosciuto l'autorità di Giasone di Fere, non accettarono il governo di Alessandro, in particolare la famiglia degli Aleuadi di Larissa: questa città quindi chiese aiuto al re Alessandro II di Macedonia.

### Contrasto con i Tebani
Alessandro di Fere, pronto a scontrarsi con il suo nemico in Macedonia, fu anticipato dal re che, raggiunta Larissa, fu ammesso in città. Alessandro si ritirò a Fere mentre il re macedone pose un presidio a Larissa ed uno a Crannone. Ma una volta che il grosso dell'esercito macedone si fu ritirato, gli Stati della Tessaglia temettero il ritorno e la vendetta di Alessandro, e quindi chiesero sostegno a Tebe, che ambiva a tenere sotto controllo tutti gli Stati vicini per fare in modo che non diventassero troppo potenti. Tebe pertanto inviò Pelopida in aiuto alla Tessaglia: al suo arrivo a Larissa Pelopida, secondo Diodoro, si sottomise ad Alessandro recando con sé una divisione macedone. Quando però Pelopida espresse la sua indignazione per la dissolutezza e crudeltà del tiranno, questo si allarmò e fuggì.
Questi eventi avvennero nella prima parte dell'anno 368 a.C. Nell'estate dello stesso anno Pelopida fu inviato nuovamente in Tessaglia dopo alcune nuove lamentele riguardo ad Alessandro. Accompagnato da Ismenia, vi andò come ambasciatore, senza esercito, e fu catturato e imprigionato da Alessandro. Lo storico William Mitford sostiene che Pelopida fu fatto prigioniero in battaglia, ma Demostene smonta questa teoria. I Tebani inviarono un grande esercito in Tessaglia per salvare Pelopida, ma non riuscirono a tener testa alla forte cavalleria di Alessandro di Fere, il quale, aiutato da truppe ateniesi, fu sul punto di sterminare i suoi nemici. La mancata distruzione dell'intero esercito tebano, come si racconta, fu frutto della capacità militare di Epaminonda, che in quella campagna non era generale.
Nel 367 a.C. Alessandro di Fere fece massacrare i cittadini di Skotousa; una spedizione tebana, sotto il comando di Epaminonda, portò ad una tregua di tre anni e al rilascio dei prigionieri, tra cui Pelopida. Nel corso dei seguenti tre anni Alessandro riprovò a sottomettere gli Stati della Tessaglia, in particolare la Magnesia e la Ftiotide, per cui allo scadere della tregua, nel 364 a.C., ancora una volta quelle città chiesero protezione a Tebe. L'esercito tebano comandato da Pelopida ricevette un cattivo auspicio tramite un'eclissi, quella del 13 luglio 364, e Pelopida, lasciatosi il grosso dell'esercito alle spalle, entrò in Tessaglia alla testa di trecento cavalieri volontari e di alcuni mercenari.
Nella battaglia di Cinocefale i Tebani sconfissero Alessandro, ma Pelopida venne ucciso. Poco dopo i Tebani collezionarono un'altra vittoria comandati da Malcite e Diogitone. Alessandro fu poi costretto a riconsegnare le città conquistate ai Tessali, limitandosi al controllo di Fere, e di unirsi alla lega beotica, diventando dipendente da Tebe.
La morte di Epaminonda nel 362 a.C. liberò Atene dalla paura di Tebe, ma ricominciarono le aggressioni di Alessandro di Fere, che, con dei pirati, saccheggiò Tinos e in altre isole delle Cicladi, rendendo schiavi gli abitanti. Il tiranno assediò anche Scopelo e fece sbarcare delle truppe sulla stessa Attica, conquistando il porto di Panormo, ad est di capo Sunio. L'ammiraglio ateniese Leostene sconfisse Alessandro e tolse l'assedio da Scopelo, ma il tiranno fuggì e saccheggiò il Pireo.

### Morte
L'omicidio di Alessandro avvenne, secondo Diodoro, nel 357 o 356 aC. Plutarco dà un resoconto dettagliato di esso, descrivendo efficacemente il palazzo. Le guardie vegliavano tutta la notte, tranne alla camera da letto di Alessandro, che era posta in cima ad una scala ed era sorvegliata da un cane feroce incatenato. Thebe, la moglie del tiranno e sua cugina (o sorellastra in quanto figlia di Giasone di Fere), nascose i suoi tre fratelli in casa durante il giorno, rimosse il cane non appena Alessandro andò a letto, e, dopo aver coperto i gradini della scala con della lana, condusse i giovani alla camera del marito. Anche se lei aveva portato via la spada di Alessandro, i fratelli erano terrorizzati ed esitarono a compiere il loro lavoro; allora Thebe minacciò di svegliare il marito, e i giovani lo uccisero. Il suo corpo fu gettato nelle strade ed esposto ad ogni indegnità.
Ci sono varie ipotesi sul movente per l'assassinio. Plutarco afferma che sia stata la paura del marito, insieme all'odio del suo carattere crudele e brutale, a spingere Thebe ad ucciderlo e attribuisce questi sentimenti agli influssi di Pelopida, che le parlò quando lei andò a visitarlo in prigione. Secondo Cicerone l'atto è da attribuirsi alla gelosia. Altri storici hanno ipotizzato che Alessandro avesse legato a sé il fratello più giovane di Thebe come suo eromenos. Esasperato dalle suppliche della moglie di rilasciare il giovane, lo uccise, e quindi la donna sarebbe stata spinta a vendicarsi.

## Nella letteratura
Le fonti più antiche, come Plutarco nella Vita di Pelopida, concordano nel definire Alessandro come crudele ed efferato tiranno.
Dante Alighieri probabilmente lo indica tra i tiranni nel Canto XII, assieme a Dionisio il vecchio. In realtà egli cita solo il nome di Alessandro, e la presenza del nome di Alessandro di Fere con Dionisio di Siracusa si trova anche nel Trésor di Brunetto Latini, usato spesso come fonte da Dante.
Egli inoltre avrebbe potuto conoscere le efferatezze del tiranno da Valerio Massimo e da Cicerone, mentre è più vaga l'identificazione con Alessandro Magno, altrove lodato da Dante (sia nel Convivio che nel De Monarchia).